# Trzeci rząd Wincentego Witosa
Trzeci rząd Wincentego Witosa powstał 10 maja 1926 roku po utracie poparcia PPS-u przez rząd Aleksandra Skrzyńskiego (który upadł 5 maja 1926). Był to kolejny rząd Wincentego Witosa utworzony przez Chrześcijański Związek Jedności Narodowej (kluby ZLN oraz PSChD) i PSL Piast, przy jednoczesnym udziale Narodowej Partii Robotniczej.
Rząd ten został obalony przez przewrót majowy 14 maja 1926 roku.

## Skład rządu
- Wincenty Witos (PSL Piast) – premier
- Stefan Smólski (PSChD) – minister spraw wewnętrznych
- Kajetan Dzierżykraj-Morawski – kierownik w Ministerstwie Spraw Zagranicznych
- Juliusz Tarnawa-Malczewski – minister spraw wojskowych
- Stefan Piechocki (PSChD) – minister sprawiedliwości
- Stanisław Grabski (ZLN)  – minister wyznań religijnych i oświecenia publicznego
- Jerzy Zdziechowski (ZLN) – minister skarbu
- Stanisław Osiecki (PSL Piast) – minister przemysłu i handlu
- Władysław Kiernik (PSL Piast) – minister rolnictwa i dóbr państwowych
- Józef Radwan – minister reform rolnych
- Adam Chądzyński (NPR) – minister kolei
- Jan Stanisław Jankowski (NPR) – kierownik ministerstwa pracy i opieki społecznej
- Mieczysław Rybczyński – kierownik ministerstwa robót publicznych

## Powołanie rządu
W 1926 roku 20 kwietnia ministrowie z PPS wycofali się z gabinetu Aleksandra Skrzyńskiego. W konsekwencji rząd stracił poparcie parlamentarne. Kilkanaście dni później Skrzyński podał się do dymisji. Kraj po tym wydarzeniu targał kryzys na płaszczyźnie politycznej, gospodarczej i społecznej. Przez kolejne tygodnie nie potrafiono utworzyć nowego gabinetu. 10 maja Stanisław Wojciechowski (prezydent) powołał rząd Wincentego Witosa. Witos spodziewający się puczu, wzbraniał się przed przyjęciem politycznej misji.

## Upadek
Po objęciu urzędu, Witos przestrzegał Wojciechowskiego przed planowanym zamachem, ten jednak odparł twierdząco, że to „nieprawda”. Dzień później w „Kurierze Porannym” ukazał się wywiad z Piłsudskim, w którym zapowiedział, że staje „do walki, jak i poprzednio, z głównym złem państwa: panowaniem rozwydrzonych partii i stronnictw nad Polską, zapominaniem o imponderabiliach, a pamiętaniem tylko o groszu i korzyści”.
Rząd próbując zapanować nad sytuacją nakazał konfiskatę gazet, mimo to część nakładu trafiła do odbiorców.
12 maja doszło do zamachu, a Witos zdecydował przenieść siedzibę rządu do Belwederu. 14 maja ewakuował rząd do Wilanowa. Tam po naradzie z generalicją, która uznała za słuszne przeniesienie rządu do Poznania i prowadzenie dalszej walki z zamachowcami, Witos zdecydował o wycofaniu się z walki i złożeniu dymisji, ponieważ obawiał się o niepodległość Polski, oraz wiedział, że wojna domowa pogrąży państwo w zniszczeniu i doprowadzi do osłabienia Polski na arenie międzynarodowej.
O 17.30 po posiedzeniu rady Gabinetowej prezydent Wojciechowski i premier Witos podjęli decyzję o odpowiednio złożeniu urzędu i podaniu się do dymisji. Jednocześnie wydano rozkaz zaprzestania walk.